# Janko Bleiweis
Janko ("Jana") Bleiweis (blájvajs), slovenski inženir gradbeništva, * 1. december 1909, Ljubljana, † 10. avgust 2005, Ljubljana

## Življenje in delo
Po diplomi 1936 na ljubljanski Tehniški fakulteti je 1969 doktoriral na univerzi v Grenoblu. Strokovno se je izpopolnjeval na pariški Sorboni. Zaposlen je bil pri Kranjski industrijski družbi na Jesenicah. Po koncu vojne se je zaposlil na Inštitutu za eksperimentalno hidravliko Tehniške fakultete v Ljubljani, postal tam 1958 izredni in 1964 redni profesor. V letih 1973−1975 je bil dekan Fakultete za arhitekturo, gradbeništvo in geodezijo v Ljubljani. Organiziral in uvedel je eksperimentalno spremljanje pouka hidravlike in pri tem vpeljal več originalnih novosti; poleg tega je z raziskavami na modelih soustvarjal prve večje hidroenergetske objekte v Sloveniji. V letih 1959−1971 je bil direktor Vodnogradbenega laboratorija. Leta 1989 mu je Univerza v Ljubljani podelila naslov zaslužni profesor. Napisal je 25 razprav in člankov, številne recenzije za domače institucije in tuje strokovne revije ter več visokošolskih učbenikov.